# Gordana Vunjak-Novakovic
Gordana Vunjak-Novakovic (en serbe en écriture cyrillique : Гордана Вуњак Новаковић, née en 1948 à Belgrade) est ingénieure biomédicale, professeure, chercheuse et inventrice serbo-américaine.

## Activité professionnelles
Gordana Vunjak-Novakovic est professeure à l'université Columbia depuis 2017, professeure en génie biomédical et de sciences médicales à la fondation Mikati. Elle dirige le laboratoire de génie génétique des cellules souches et des tissus de l'université Columbia. Elle est membre de la faculté du Irving Comprehensive Cancer Center et du Center for Human Development, tous deux situés à l'université Columbia. Elle est également professeure honoraire à la Faculté de technologie et de métallurgie de l'université de Belgrade, professeure honoraire à l'université de Novi Sad et professeure auxiliaire au département de génie biomédical de l'université Tufts. 
La spécialité de Vunjak-Novakovic porte sur l'ingénierie des tissus humains pour la médecine régénérative, la recherche sur les cellules souches et la modélisation des maladies,. Avec son équipe, elle a publié plus de 380 articles scientifiques, 70 chapitres de livres et 3 ouvrages sur l'ingénierie tissulaire. Vunjak-Novakovic est aussi intervenue au cours de 380 conférences à travers le monde. Elle est déclarée co-inventrice de 100 brevets sous licence, délivrés et en instance. En s'appuyant sur ces brevets, elle cofonde quatre sociétés de biotechnologie : EpiBone, TARA Biosystems, Xylyx Bio et Immplacate Health.

## Biographie
Vunjak reçoit son baccalauréat ès sciences, maîtrise et doctorat en génie chimique à l'université de Belgrade, à Belgrade, en Serbie, son lieu de naissance. Après ses études de troisième cycle en Allemagne, elle revient à l'université de Belgrade en tant que professeure dans le Département de génie chimique. Elle reçoit une bourse du programme Fulbright de la division Harvard-MIT des sciences de la santé et de la technologie du Massachusetts Institute of Technology de 1986 à 1987. Elle est conjointement chercheuse au Whitaker College of Health Sciences and Technology du MIT (1993-1998) et professeure adjointe au département de génie biomédical de l'université Tufts (1994-2004). En 1998, elle devient chercheuse titulaire, à temps complet, à la division Harvard-MIT des sciences et technologies de la santé du MIT, où elle collabore, entre autres, avec le célèbre ingénieur biomédical Robert S. Langer. En 2005, elle accepte un poste de professeure titulaire au département de génie biomédical de l'université Columbia. Elle est mariée à Branko Novakovic, un architecte. Leur fils Stasha pratique la pneumologie et les soins intensifs à Miami. 

## Recherche
Les nombreux travaux scientifiques de Vunjak-Novakovic ont un impact considérable dans le domaine de l'ingénierie tissulaire en particulier et le domaine de l'ingénierie biomédicale en général. Ses recherches portent sur l'ingénierie des tissus humains fonctionnels, grâce à l'intégration de cellules souches, d'échafaudages de biomatériaux et de bioréacteurs, issus de systèmes en culture conçus pour réguler et stimuler le développement des tissus. Ses travaux lui permettent de jeter les bases théoriques et expérimentales du développement de nouveaux biomatériaux et d'architecture d'échafaudage pour régénérer les tissus. Par exemple, une série de 5 articles qu'elle a publiés en 1998 et 1999 sur les bioréacteurs, l'ensemencement d'échafaudages en polymère pour l'ingénierie tissulaire du cartilage, les paramètres de culture et la caractérisation de la construction tissulaire, sont cités plus de 2 000 fois par la communauté scientifique,,,,. S'appuyant sur ces acquis, Vunjak-Novakovic continue de mener des études biologiques cellulaires complexes qui traitent de problèmes fondamentaux, tels que la croissance et la différenciation des cellules souches pour la mécanique fonctionnelle squelettique et cardiaque, la croissance des cellules de mammifères dans un environnement de microgravité et le rôle des chondrocytes dans la biomécanique des tissus cartilagineux. À ce jour, le groupe de chercheurs de Vunjak-Novakovic fait partie des plus avancés dans le contrôle de la croissance cellulaire, du métabolisme et la fonctionnalité des tissus humains modifiés. Cela lui vaut les plus grands éloges et la reconnaissance de la communauté scientifique. Vunjak-Novakovic traduit désormais ce socle de connaissances en applications cliniques qui promettent d'influencer profondément la façon dont les patients sont traités et la médecine pratiquée. 

## Reconnaissance
En 2007, Vunjak-Novakovic devient la première femme ingénieure à intervenir lors de la conférence de direction à l'Institut national de la santé des États-Unis.  En 2008, elle est intronisée au Women in Technology International Hall of Fame (en) et en 2009, elle est élue à la New York Academy of Sciences. Un an plus tard, elle reçoit le prix Clemson de la Société des biomatériaux « pour ses importantes contributions à la littérature sur la science ou la technologie des biomatériaux ». Vunjak-Novakovic est actuellement membre du National Advisory Council for Biomedical (NIBIB) et a précédemment occupé le poste de présidente des boursiers de l'American Institute for Medical and Biological Engineering. Elle est membre de la Biomedical Engineering Society, membre de l'American Association for the Advancement of Science (AAAS) et membre fondateur de Tissue Engineering and Regenerative Medicine International Society (TERMIS). Elle est membre de l'Academia Europaea, de l'Académie serbe des sciences et des arts, et dans le Top 100 de Foreign Policy désignant les femmes leader pour penser le monde en 2014. Elle est lauréate du prix Robert A. Pritzker Distinguished Lecture en 2017, le premier prix de la Biomedical Engineering Society. Ses recherches ont réalisé des percées importantes ces dernières années, son travail captive également l'imagination du grand public. Il est relaté dans le New York Times, Scientific American, Forbes Magazine, National Public Radio (NPR) et la BBC,,,,. 
En 2012, elle est élue à la National Academy of Engineering « pour les systèmes de bioréacteurs et les approches de modélisation pour l'ingénierie tissulaire et la médecine régénérative », devenant ainsi la première femme de l'université Columbia à remporter cette prestigieuse distinction. Deux ans plus tard, elle est élue à la National Academy of Medicine  et à la National Academy of Inventors. 
En 2017, la professeure Vunjak-Novakovic est nommée professeure d'université à l'université Columbia. C'est la plus haute distinction académique de l'établissement, réservée aux professeurs apportant des contributions majeures dans leur domaine et servant l'université dans son ensemble.  Elle apparaît en 2018 dans son propre rôle dans le film documentaire Tesla Nation.
En 2019, elle est élue à l'American Academy of Arts and Sciences. Elle reçoit l'ordre Sretenje de la république de Serbie.

## Prix et distinctions
- Boursière du programme Fulbright de la division Harvard-MIT des sciences de la santé et de la technologie du Massachusetts Institute of Technology (1986 - 1987).
- Intronisée au Women in Technology International Hall of Fame (2008).
- Prix Clemson de la Société des biomatériaux (2010).
- Top 100 de Foreign Policy désignant les femmes leader pour penser le monde (2014).
- Lauréate du prix Robert A. Pritzker Distinguished Lecture (2017).
- Ordre Sretenje de la république de Serbie (2019).